# Counting
«Counting» es una canción escrita e interpretada por el cantante estadounidense Bob Lind y producida por Jack Nitzsche, perteneciente a su álbum Don't Be Concerned, de 1966.

## Versión de Marianne Faithfull
Marianne Faithfull grabó su propia versión de «Counting» junto al productor Mike Leander en el Decca Studio No 2 de Londres, durante la sesión de grabación de su álbum Love in a Mist. Fue publicada como sencillo en el Reino Unido bajo el sello Decca junto a «I'd Like to Dial Your Number» en el lado B el 8 de julio de 1966. Una versión con diferente mezcla se lanzó como sencillo en Estados Unidos (junto a «Tomorrow's Calling» en el lado B), y se incluyó en el álbum Faithfull Forever....

### Recepción
El 30 de julio ingresó a la lista británica Melody Maker, en la cual se mantuvo por dos semanas, y en donde alcanzó el puesto número 40.
La revista estadounidense Record World publicó el 6 de agosto de 1966 una breve reseña de tres estrellas de la versión de «Counting» de Marianne Faithfull: «Hermoso, cristalino canto por esta picaflor británica. Una canción de Bob Lind, intensamente escrita y cantada».